# Hammou Arzaz
Hammou Arzaz (parfois appelé El Hadj), né en 1939 à Aïn Leuh est un officier marocain.

## Biographie
D'origine berbère, il étudie au collège d'Azrou. Il est beau-frère du général Ahmed Dlimi.

### À la gendarmerie
Lieutenant-Colonel, il est nommé commandant de la  gendarmerie royale le 27 juillet 1971. Il participe à la répression du coup d'État des aviateurs en 1972. Après avoir été directeur des études de l'état-major des forces armées royales, il est nommé responsable de l'administration à Khénifra par le roi Hassan II, à la suite d'une attaque du Tanzim le 3 mars 1973.

### Pendant la guerre du Sahara occidental
Il participe ensuite à la guerre du Sahara occidental.  En 1980 et 1981, il est commandant du secteur de l'oued Draa,. En février-mars 1980, il seconde le général Dlimi lors de l'opération Iman, qui a pour but de dégager Zag. L'opération est un fiasco et dans le Polisario présentera à la presse internationale les documents saisis dans son véhicule de commandement. En 1984, il commande le secteur de Zag, notamment lors de la bataille de Z'Moul Niran,.